# Calliophis
Calliophis és un gènere de serps de la família Elapidae, distribuïdes per la regió indomalaia.

## Taxonomia
Hi ha 11 espècies de Calliophis:
- Calliophis beddomei Smith, 1943
- Calliophis bibroni (Jan, 1858)
- Calliophis bivirgata (Boie, 1827)
- Calliophis castoe Smith, Ogale, Deepak & Giri, 2012
- Calliophis gracilis Gray, 1835
- Calliophis haematoetron Smith, Manamendra-Arachchi & Somaweera, 2008
- Calliophis intestinalis (Laurenti, 1768)
- Calliophis maculiceps (Günther, 1858)
- Calliophis melanurus (Shaw, 1802)
- Calliophis nigrescens (Günther, 1862)
- Calliophis salitan Brown, Smart, Leviton & Smith, 2018